# Jakeb Sullivan
Jakeb Jon Wayne Sullivan (* 1. Juli 1994 in Rapid City, South Dakota) ist ein US-amerikanischer American-Football-Spieler auf der Position des Quarterbacks. Er spielte College-Football für die South Dakota Mines Hardrockers. Seit Dezember 2023 steht er bei Berlin Thunder in der European League of Football (ELF) unter Vertrag. 

## Werdegang

### Jugend
High School
Sullivan besuchte die katholische St. Thomas More High School in Rapid City im US-Bundesstaat South Dakota, an der er auch im Baseball und Basketball aktiv war. 2011 und 2012 wurde er sowohl mit dem Baseball als auch mit dem Basketball-Team South-Dakota-Meister. Als Headcoach des Football-Teams fungierte sein Vater Wayne Sullivan. Aufgrund seiner akademischen Leistungen wurde Sullivan in das Academic All-State und Academic All-Conference Team berufen. Darüber hinaus konnte er auch sportlich als Quarterback überzeugen, weshalb er nicht nur als Team-Kapitän fungierte, sondern auch zweimal als Team Offensive MVP ausgezeichnet und in das All-Conference und All-State Team gewählt wurde.
College
Sullivan wurde zunächst von der Northern State University rekrutiert, setzte 2013 aber als Redshirt aus. Zur Saison 2014 transferierte er an die South Dakota School of Mines and Technology, weshalb er ein weiteres Jahr nicht spielberechtigt war. Ab 2015 spielte er für die Hardrockers in der Rocky Mountain Athletic Conference (RMAC) der NCAA-Division II College-Football. Bei den Hardrockers entwickelte sich Sullivan schnell zum startenden Quarterback und gehörte fortan zu den besten Athleten der zweitklassigen Division. In seiner vierjährigen College-Laufbahn wurde er zweimal zum besten Quarterback der RMAC ernannt. In seiner letzten Saison 2018 brach Sullivan 17 Schulrekorde, woraufhin er nicht nur in das Don Hansen All-American Team berufen, sondern auch als bester Quarterback der Division II ausgezeichnet wurde. Insgesamt brachte er 293 Pässe für 3.576 Yards an, was einen Durchschnitt von 325,1 Passing Yards pro Spiel bedeutete. Mit 32 geworfenen sowie zehn gelaufenen Touchdowns war er zudem einer der besten Scorer der zweiten Division.

### Herren
Ende Dezember 2018 gaben die Marburg Mercenaries die Verpflichtung Sullivans für die GFL-Saison 2019 bekannt. In seinem ersten Jahr als professioneller Spieler erreichte Sullivan mehrere Erfolge. Mit seinem Team zog er nach neun Siegen aus 14 Spielen in die Play-offs ein, wo sie jedoch im Viertelfinale an den Dresden Monarchs scheiterten. Als Einzelspieler wurde Sullivan als statistisch bester Quarterback in das GFL Allstar Team berufen. So warf Sullivan 46 Touchdown-Pässe und erzielte darüber hinaus 14 weitere als Rusher. Mit diesen Leistungen wurden die europäischen Spitzenteams auf ihn aufmerksam. Schließlich nahmen ihn im Oktober 2019 die Vienna Vikings aus der Austrian Football League unter Vertrag. Letztlich kam er aufgrund der COVID-19-Pandemie in der stark verkürzten Saison 2020 nicht zum Einsatz.
Zur historisch ersten Saison der European League of Football 2021 wurde Sullivan von der Frankfurt Galaxy unter Cheftrainer Thomas Kösling verpflichtet. Am vierten Spieltag brachte Sullivan beim Sieg gegen die Cologne Centurions 18 Pässe an neun verschiedene Receiver für 270 Yards an, woraus fünf Touchdowns resultierten. Daraufhin wurde Sullivan als Spieltags-MVP ausgezeichnet. Die reguläre Saison schloss Sullivan mit der höchsten Passgenauigkeit (66,2 %) in der Liga sowie mit 2.037 Passing Yards bei 23 Touchdowns ab. Darüber hinaus war er mit einem Wert von 105,96 hinter Michael Birdsong der gemessen am Quarterback-Rating zweitbeste Quarterback der Liga. Im Playoffs-Halbfinale gegen die Cologne Centurions warf er erneut fünf Touchdown-Pässe auf vier verschiedene Receiver und bekam daraufhin zum zweiten Mal die Auszeichnung des MVPs der Woche verliehen. Im ersten Finalspiel der ELF setzten sich die Frankfurt Galaxy in einem engen Spiel gegen die Hamburg Sea Devils mit 32:30 durch. Sullivan bekam zudem die Auszeichnung des Final-MVPs verliehen. Bereits nach Abschluss der regulären Saison wurde er als einer von vier US-Amerikanern in das All-Star-Team der ELF berufen. Darüber hinaus bekam er die Auszeichnung des Offensive Player of the Year verliehen. Mitte November gab die Frankfurt Galaxy die Verlängerung mit Sullivan um eine weitere Saison bekannt. Nach der ELF Saison 2023 verließ er die Galaxy einvernehmlich.

## Statistiken
| Jahr                                                           | Team                | Spiele | Passspiel | Passspiel | Passspiel | Passspiel | Passspiel | Passspiel | Passspiel | Laufspiel | Laufspiel | Laufspiel | Laufspiel |
| Jahr                                                           | Team                | Spiele | Komp.     | Versuche  | Quote     | Yards     | Ø je V    | TD        | INT       | Läufe     | Yards     | Schnitt   | TD        |
| -------------------------------------------------------------- | ------------------- | ------ | --------- | --------- | --------- | --------- | --------- | --------- | --------- | --------- | --------- | --------- | --------- |
| College Division II                                            |                     |        |           |           |           |           |           |           |           |           |           |           |           |
| 2015                                                           | South Dakota Mines  | 11     | 123       | 198       | 62,1 %    | 1.345     | 6,8       | 06        | 06        | 061       | 0195      | 3,2       | 02        |
| 2016                                                           | South Dakota Mines  | 09     | 154       | 234       | 65,8 %    | 1.897     | 8,1       | 19        | 08        | 090       | 0478      | 5,3       | 08        |
| 2017                                                           | South Dakota Mines  | 10     | 187       | 368       | 50,8 %    | 2.398     | 6,5       | 18        | 15        | 143       | 0598      | 4,2       | 10        |
| 2018                                                           | South Dakota Mines  | 11     | 293       | 461       | 63,5 %    | 3.576     | 7,8       | 32        | 14        | 129       | 0340      | 2,6       | 10        |
| College Gesamt                                                 | College Gesamt      | 41     | 757       | 1.261     | 60,0 %    | 9.216     | 7,3       | 75        | 43        | 423       | 1611      | 3,8       | 30        |
| German Football League                                         |                     |        |           |           |           |           |           |           |           |           |           |           |           |
| 2019                                                           | Marburg Mercenaries | 14     | 407       | 569       | 71,5 %    | 4.539     | 8,0       | 43        | 16        | 152       | 0428      | 2,8       | 14        |
| GFL Gesamt                                                     | GFL Gesamt          | 14     | 407       | 569       | 71,5 %    | 4.539     | 8,0       | 43        | 16        | 152       | 0428      | 2,8       | 14        |
| European League of Football                                    |                     |        |           |           |           |           |           |           |           |           |           |           |           |
| 2021                                                           | Frankfurt Galaxy    | 09     | 174       | 263       | 66,2 %    | 2.037     | 7,8       | 23        | 08        | 043       | 0125      | 2,9       | 05        |
| 2022                                                           | Frankfurt Galaxy    | 11     | 246       | 371       | 66,3 %    | 2.630     | 7,9       | 31        | 07        | 074       | 0313      | 4,2       | 05        |
| 2023                                                           | Frankfurt Galaxy    | 07     | 141       | 232       | 60,8 %    | 1.677     | 7,2       | 16        | 05        | 051       | 1052      | 1,0       | 03        |
| ELF Gesamt                                                     | ELF Gesamt          | 27     | 561       | 866       | 64,8 %    | 6.644     | 7,7       | 70        | 20        | 168       | 0490      | 2,9       | 13        |
| Quellen: gorockers.com, stats.gfl.info, sportsmetrics.football |                     |        |           |           |           |           |           |           |           |           |           |           |           |

| Jahr                                                   | Team                | Spiele | Passspiel | Passspiel | Passspiel | Passspiel | Passspiel | Passspiel | Passspiel | Laufspiel | Laufspiel | Laufspiel | Laufspiel |
| Jahr                                                   | Team                | Spiele | Komp.     | Versuche  | Quote     | Yards     | Ø je V    | TD        | INT       | Läufe     | Yards     | Schnitt   | TD        |
| ------------------------------------------------------ | ------------------- | ------ | --------- | --------- | --------- | --------- | --------- | --------- | --------- | --------- | --------- | --------- | --------- |
| German Football League                                 |                     |        |           |           |           |           |           |           |           |           |           |           |           |
| 2019                                                   | Marburg Mercenaries | 01     | 024       | 040       | 60,0 %    | 0208      | 5,2       | 03        | 2         | 024       | 0112      | 4,7       | 0         |
| GFL Gesamt                                             | GFL Gesamt          | 01     | 024       | 040       | 60,0 %    | 0208      | 5,2       | 03        | 2         | 024       | 0112      | 4,7       | 0         |
| European League of Football                            |                     |        |           |           |           |           |           |           |           |           |           |           |           |
| 2021                                                   | Frankfurt Galaxy    | 02     | 037       | 055       | 67,3 %    | 0572      | 10,4      | 09        | 0         | 011       | 0066      | 6,0       | 01        |
| 2023                                                   | Frankfurt Galaxy    | 02     | 042       | 060       | 70,0 %    | 0604      | 10,1      | 04        | 02        | 017       | 0020      | 1,2       | 0         |
| ELF Gesamt                                             | ELF Gesamt          | 04     | 079       | 115       | 68,7 %    | 1.176     | 10,2      | 13        | 02        | 028       | 086       | 3,1       | 01        |
| Quellen: stats.gfl.info, stats.europeanleague.football |                     |        |           |           |           |           |           |           |           |           |           |           |           |

## Privates
Sullivan hat indigene Wurzeln in der Cheyenne River Reservation. Er hat vier jüngere Geschwister. Sein Vater arbeitete unter anderem als Football-Trainer an der St. Thomas More High School. An der South Dakota School of Mines and Technologies schloss Sullivan ein Studium im Fach Industrial Engineering ab. 2018 wurde er für sein Engagement abseits des Sports für das 2018 Allstate AFCA Good Works Team nominiert.